# Parafia Narodzenia św. Jana Chrzciciela w Lesznie
Parafia pw. Narodzenia Świętego Jana Chrzciciela w Lesznie – rzymskokatolicka parafia należąca do dekanatu błońskiego, archidiecezji warszawskiej, metropolii warszawskiej Kościoła katolickiego, w Lesznie.
Parafia jest obsługiwana przez księży diecezjalnych. Mieści się przy ulicy Warszawskiej.

## Historia
Parafia została erygowana w XV wieku. Pierwsza wzmianka o proboszczach tej parafii pochodzi z 1440 roku – plebanem w Lesznie był ks. Marcin. O pierwszym kościele w Lesznie nic nie wiadomo. Kolejny kościół drewniany wybudował w roku 1598 ks. Benedykt Żaboklicki. W roku 1725 nowy drewniany kościół ufundował Walerian Łuszczewski, kasztelan sochaczewski, dziedzic Leszna i jego żona Anna z Szymanowskich.

### Kościół parafialny
Obecny kościół murowany w stylu neogotyckim został zbudowany w latach 1894-1898 według projektu arch. Władysława Hirszela Po nagłej śmierci Hirszela Konstanty Wojciechowski dokonał drobnych poprawek i dokończył realizację budowy. Kościół konsekrował arcybiskup Wincenty Popiel 6 lipca 1902 roku. 
Kościół znajduje się na „lokalnym szlaku powiatu warszawskiego zachodniego” administrowanym przez Lokalną Organizację Turystyczną Skarbiec Mazowiecki. Na szlaku tym organizacja testuje różne narzędzia ułatwiające zwiedzanie. Przed kościołem postawiła tablicę informacyjną. Udostępniono też aplikację GPS prowadzącą po szlaku.  

## Proboszczowie od 1780[2][3]
- 1780-1811: ks. Mikołaj Żubr
- 1811-1833: ks. Walenty Glibowski
- 1833-1877: ks. Kazimierz Wysocki, kawaler Krzyża Złotego Orderu Virtuti Militari za udział w powstaniu listopadowym
- 1877-1899: ks. Ignacy Kubiński
- 1899-1906: ks. Józef Otto Podbielski
- 1906-1908: ks. Eustachy Krocin
- 1908-1929: ks. Czesław Skomorowski
- 1929-1932: ks. dr Henryk Hilchen
- 1932-1953: ks. prałat Marian Stefanowski
- 1953-1972: ks. kanonik Stanisław Brejnak

- 1972-1990: ks. Jan Raczkowski, Sprawiedliwy wśród Narodów Świata[4]
- 1990-1998: ks. dr hab. Waldemar Wojdecki
- 1998-2013: ks. prałat Andrzej Tokarski
- od 2013: ks. Piotr Paweł Laskowski